# Episodi de Le tre rose di Eva (terza stagione)
La terza stagione della serie televisiva Le tre rose di Eva, composta da 14 episodi, è stata trasmessa in prima visione assoluta in Italia da Canale 5 dal 20 marzo al 18 giugno 2015.
| nº | Titolo      | Prima TV Italia |
| -- | ----------- | --------------- |
| 1  | Episodio 1  | 20 marzo 2015   |
| 2  | Episodio 2  | 27 marzo 2015   |
| 3  | Episodio 3  | 1º aprile 2015  |
| 4  | Episodio 4  | 10 aprile 2015  |
| 5  | Episodio 5  | 17 aprile 2015  |
| 6  | Episodio 6  | 24 aprile 2015  |
| 7  | Episodio 7  | 1º maggio 2015  |
| 8  | Episodio 8  | 8 maggio 2015   |
| 9  | Episodio 9  | 15 maggio 2015  |
| 10 | Episodio 10 | 22 maggio 2015  |
| 11 | Episodio 11 | 28 maggio 2015  |
| 12 | Episodio 12 | 4 giugno 2015   |
| 13 | Episodio 13 | 11 giugno 2015  |
| 14 | Episodio 14 | 18 giugno 2015  |

## Episodio 1

### Trama
Sono passati tre anni dal finale della seconda stagione. Alessandro Monforte è tornato a Villalba, dopo aver trascorso due anni nel Nord Italia (non viene specificata la località) lavorando come enologo. Ha acquistato delle vigne alla Rupe e, da mesi, sta rimettendo a nuovo un vecchio casale per la sua famiglia. Aurora Gori, nel frattempo, per non incontrarlo, si è trasferita con la figlia Eva in una casa sulla spiaggia, distante due ore dal paese. Ciò nonostante, Alessandro non demorde e ogni giorno scrive una lettera indirizzata a lei recandosi a Primaluce per consegnarla.
Un giorno, mentre Aurora si trova sulla spiaggia con la piccola Eva, le squilla il telefono. Rimane misteriosa la persona con la quale parla, ma una cosa è certa: si tratta di una chiamata importante per lei che la spinge a tornare a Villalba. Arrivate a Primaluce, Marzia e Tessa sono felicissime di ritrovarla e le consegnano le numerose lettere che Alessandro ha lasciato per lei da loro. Aurora per il momento non vuole leggere, ma prima di andare all’appuntamento con la misteriosa persona che deve incontrare, decide di passare da Alessandro, nella vigna che l’uomo ha acquistato e dove sta costruendo una casa per lei e per la loro bambina. Lì vive con suo fratello Matteo, e con l’uomo che gli ha venduto la vigna insieme a sua nipote, la fidanzata di Matteo. Alessandro convince Aurora ad andare a cena da lui quella stessa sera: forse per loro può esserci ancora un futuro. Ma l’uomo attende invano, per poi scoprire la mattina seguente da Marzia che Aurora non è tornata a casa. La donna è scomparsa e i carabinieri, coordinati da Antonio, iniziano subito le ricerche. Aurora il giorno prima ha incontrato una ragazza che dice di essere la nipote della vecchia domestica dei Gori. Ma la giovane droga Aurora con del the e la donna sviene, mentre un uomo la porta via da lì. I carabinieri trovano l’auto di Aurora in una vecchia chiesa diroccata. E dentro fanno una scoperta agghiacciante: un corpo completamente sfigurato, bruciato, e vicino i vestiti della Gori. Le prime analisi confermano che il gruppo sanguigno è compatibile con quello di Aurora, ma bisogna attendere dei giorni per avere il risultato del dna. Alessandro però non crede che la sua amata sia morta. Pensa piuttosto che qualcuno la voglia far credere morta, mentre la tiene segregata. E decide di portare avanti le sue indagini parallele con Ruggero, che non si rassegna a perdere la figlia che non ha mai voluto essere riconosciuta da lui. Il corpo della donna uccisa viene rinvenuto dentro un pentacolo, come se ci fosse stato un rito e Alessandro, nella casa al mare in cui Aurora viveva, scopre lo stesso simbolo in una vecchia pellicola super 8. Intanto i carabinieri, sul luogo del delitto, trovano una fede maschile che poi risulta appartenere a Edoardo. I sospetti ricadono quindi sull’uomo, anche perché di lui non c’è traccia da tre anni. Forse la richiesta di divorzio avanzata qualche settimana prima da Aurora può aver scatenato la sua furia. Camerana, insieme ai nipoti Massimo e Lorenzo, che ora vivono con lui, decide di cercare Edoardo e vendicare sua figlia Aurora. Alessandro invece vuole trovare suo fratello per capire e così va a trovare in carcere sua madre Livia e poi Veronica Torre, che ora è novizia in un Convento. Livia però dice di non sapere nulla su Edoardo, mentre Veronica ricorda solo di aver avuto un contatto telefonico con Aurora. Intanto Edoardo si trova in stato confusionale a Pietrarossa, la proprietà di Aurora, e lì lo trova Alessandro. Lo cura, insieme a Tessa, e al suo risveglio scopre che non ricorda nulla degli ultimi tre anni, ha perso la memoria. Ma arriva anche Ruggero, e vuole uccidere Edoardo. A quel punto Alessandro, per salvare il fratello, chiama i carabinieri. Edoardo viene ricoverato in ospedale, perché sembra davvero aver perso la memoria. In paese intanto arriva il nuovo Vescovo, Pietro Carini, che sembra nascondere qualcosa e stringe subito un legame con Veronica, che non sembra affatto intenzionata a prendere seriamente i voti: nei suoi pensieri, infatti, c’è ancora e sempre Alessandro. Matteo rivede Laura, che continua a fare la prostituta e frequenta Lorenzo, il nipote scapestrato e aggressivo di Ruggero. Grazie a un messaggio nella segreteria telefonica di Primaluce, lasciato da Aurora prima di sparire, Alessandro riesce ad arrivare alla vecchia stazione da cui la donna è scomparsa. Con lui c’è anche Edoardo, fuggito dall’ospedale, e lì quest’ultimo sembra ricordare qualcosa: era lì quando Aurora è svenuta. Edoardo si convince di essere il responsabile dell'omicidio di Aurora, mentre Alessandro è terrorizzato dall’idea di aver perso il suo amore.
- Altri interpreti: Beppe Convertini (Franco)

## Episodio 2

### Trama
Edoardo viene arrestato per l'omicidio di Aurora e tutti si sono convincono definitivamente della sua morte. I carabinieri però riaccendono una speranza in tutti: il DNA non è quello di Aurora e di conseguenza lei potrebbe essere viva. Alessandro, Tessa e Marzia coordinano le ricerche in tutta la città ma di Aurora sembra non esservi traccia. Il giudice Alberto Savio riesce a far avere un permesso di 3 ore a Livia, che lo raggiunge nella sua villa. Anche lei, quindi, è nel gruppo del Pentacolo. Il giudice le consegna una pistola: le conviene uccidersi prima che gli altri la trovino e la facciano fuori. Ma Livia non ha ancora intenzione di farla finita, anzi pensa bene di raggiungere Veronica al convento. Vederla vestita da novizia non le fa effetto: sa bene che la conversione di Veronica è stata solo un mezzo per uscire prima dal carcere e glielo dice chiaramente, puntandole una pistola alla schiena nel bel mezzo di una chiesa. Veronica non può, quindi, esimersi dal nasconderla in Convento, anche se la sistema in un pollaio. La notizia dell’evasione di Livia arriva velocemente anche a Villalba e mette in allarme Ruggero Camerana: l’uomo va subito dai Carabinieri per accusare Livia ed Edoardo di aver organizzato il rapimento, e l’eventuale assassinio, di Aurora per mettere le mani sul patrimonio dei Gori. Con Aurora morta e la piccola Eva unica erede, il patrimonio sarebbe stato diviso tra il marito Edoardo e il padre della bambina, Alessandro. A confermare un coinvolgimento diretto di Livia il ritrovamento di alcune lettere postdatate e indirizzate ad Alessandro in cui si parla della morte e del funerale di Aurora. Tutto premeditato, quindi. Camerana sembra davvero convinto, ma sta per avere una brutta sorpresa: nella cella di Livia è stata trovata anche una foto che immortala la donna con Veronica e con Viola, sua figlia. Temendo che anche lei sia coinvolta nel rapimento, Ruggero corre in carcere: è duro con la figlia, vuole la certezza che lei non c’entri niente, ma la ragazza, che non sopporta l’amore del padre per Aurora non conferma e non smentisce. Edoardo viene scarcerato da una giovane donna di nome Isabella che sostiene di essere la sua compagna di vita da un anno. Edoardo vuole affidarsi a uno psichiatra di nome Francesco Maniero per recuperare la sua memoria. Quest'ultimo è però un personaggio molto pericoloso e ambiguo: infatti obbliga Savio a togliersi la vita e vuole a tutti i costi qualcosa da Edoardo. Ruggero e Alessandro, che arrivano dal giudice Savio grazie ai Carabinieri che svelano che dietro all’evasione di Livia c’è proprio il suo zampino, lo trovano morto. E il pentacolo che fa bella mostra di sè alle sue spalle fa capire che c’è qualcosa di molto misterioso, e tentacolare, dietro la scomparsa di Aurora. Il Vescovo Carini fa chiaramente capire a Veronica di conoscere i suoi segreti e il suo amore per Alessandro. E sembra molto preparato sui pentacoli. Il noviziato non è semplice da sopportare per Veronica: l’abito monacale non placa la sua ossessione per Alessandro. E la tentazione di rimettersi il rossetto non si combatte. Il dolore per la mancanza di Aurora avvicina Ruggero e Tessa. Laura continua a respingere l'amore di Matteo. Aurora si trova rinchiusa in una diga dove molta acqua sta entrando a causa del riempimento. Alessandro intuisce che Aurora si trova lì e si tuffa per salvarla.

## Episodio 3

### Trama
Ruggero riesce a bloccare il riempimento della diga per salvare Aurora e Alessandro dall'acqua. Tornata a Primaluce, Aurora scopre da Antonio che una ragazza è morta e che si trattava di una Gori. Lei intanto rivela al carabiniere che mentre si trovava imprigionata qualcuno l’ha aiutata dall’esterno, passandole delle more dalle grate. Gli incubi sulla prigionia che agitano il sonno di Aurora fanno sì che la donna si riavvicini ad Alessandro. Quest’ultimo, intanto, impedisce al fratello Edoardo di avvicinarsi a lei. Livia deve andare via dal nascondiglio procuratole da Veronica, mentre quest’ultima spinge giù dalle scale la Madre Superiora. La donna sopravvive e riesce a dire al Vescovo che è stata Veronica a spingerla. La novizia per punizione viene quindi obbligata a stare a digiuno e ad occuparsi dei lavori più umili in Convento. Edoardo cerca di parlare con Aurora, fuori dalla caserma, ma l’incontro non è quello sperato dall’uomo. Se lui vuole provare all’ex moglie di essere innocente, lei non lo vuole vicino e gli intima di stare lontano, con l’aiuto di Tessa. Quest’ultima, poi, convince Aurora a incontrare Ruggero sulla tomba della madre. Edoardo raggiunge Isabella sulla barca, e la ragazza gli racconta come si sono conosciuti, rivelandogli che prima di perdere la memoria lui si occupava di recupero crediti. Edoardo decide di partire con lei, e sembra iniziare a fidarsi della ragazza. Con l’aiuto di Marzia, Aurora decide di dare un’altra possibilità ad Alessandro e alla loro storia, andando a vivere con lui. E mentre i due si trovano alle nuove vigne, vedono muoversi tra i filari una sagoma: si tratta di un ragazzino. Massimo va da Tessa portandole un regalo da parte di Ruggero: un bellissimo abito, che l’uomo spera lei possa indossare in una cena a villa Camerana. La donna, felice, accetta. Edoardo è assillato da incubi che riguardano quanto accaduto ad Aurora, e quando nella barca trova un libro con dei disegni dei pentacoli e una fotografia della diga in cui la donna era rinchiusa, decide di tornare a Villalba. Ma Isabella è di diverso parere e lo getta in acqua, decisa a lasciarlo lì. Poi però tira la corda e lo riporta indietro. Dai carabinieri viene accompagnato un ragazzino che non parla ed Aurora è certa che si tratti della persona che le dava da mangiare alla diga. Antonio scopre che si chiama Davide e che proviene da una comunità di Bologna. Aurora si convince che anche lui sia un Gori e viene richiesto l’esame del dna. Alla diga Edoardo continua ad avere ricordi confusi, e là si trova di fronte Camerana che gli punta una pistola. Riesce però a impossessarsi dell’arma e a fuggire. Quella stessa sera Tessa va a cena da Ruggero, restando però molto deluso: l’uomo non l’ha invitata per un incontro galante, ma per darle una pistola con cui difendere Aurora. Tessa quindi se ne va, facendosi riaccompagnare a casa da Massimo, a cui restituisce il vestito. Davide viene momentaneamente affidato in Convento a Veronica, e lì vanno Aurora e Alessandro per richiedere al Vescovo l’affidamento del ragazzino. E poi Aurora va a chiedere l’aiuto di suo padre. Lì incontra Viola, appena uscita di prigione, con la quale però continuano ad esserci rapporti tesi. Accecata dalla gelosia per Aurora, Viola cerca di sedurre Ruggero, che non è il suo vero padre. L’uomo è sconvolto e minaccia di cacciarla. Aurora decide di trasferirsi con Eva e Alessandro a Pietrarossa, ma prima brucia tutto ciò che apparteneva a Veronica e a sua madre. Maniero cerca di avvicinarsi sempre più a Marzia, dopo averne catturato la fiducia, e ci riesce, tanto che la donna gli propone di trasferirsi nella dépendance di Primaluce. L’uomo vuole qualcosa da Aurora. Edoardo inizia ad avere degli strani ricordi anche di Davide e decide di andarlo a trovare in Convento, ma davanti al ragazzino, che è sempre più strano, comincia a star male. Di sera Davide, nella stanza di Veronica, disegna un pentacolo con delle candele e si siede dentro. Alessandro intanto informa Aurora dell’ultima novità saputa da Antonio: Davide è un Gori.

## Episodio 4

### Trama
Aurora e Alessandro si trasferiscono a Pietrarossa, dove intendono formare la loro famiglia con la piccola Eva e Davide, appena arrivato dal convento, in affido. Ma le cose si rivelano ben presto più complicate del previsto. l ragazzino, infatti, non solo continua a non parlare, ma ha degli atteggiamenti strani che inquietano.
Quando il giorno della festa in suo onore scompare nel bosco insieme alla piccola Eva, Aurora e Alessandro vanno nel panico fino a quando non li trovano. La bambina ha dei graffi sul braccio, dei quali non vuole svelare l’origine.
Intanto Edoardo sta cercando di ritrovare se stesso, con l’aiuto di Isabella. Ma la memoria non sembra volerlo aiutare. Il ritrovamento tra le sue cose della chiave di un’automobile, però, risveglia il ricordo di un luogo, dove l’uomo trova la macchina che aveva nascosto. E, insieme a Isabella, fa una scoperta inquietante nel cofano: il cadavere di un uomo, senza documenti, ma con una pistola. E un telefonino, tra i cui ultimi numeri c’è il telefono di una donna che Edoardo non riconosce dalla voce. Un nuovo mistero da svelare.
La vita di Veronica all’interno del convento è sempre più dura: il vescovo non gliene lascia passare una e la tiene a pane e acqua, per temprare la sua forza volontà e per farla ‘purificare’. Ma quando la madre superiora torna dall’ospedale e chiede al vescovo l’allontanamento della ragazza, lui sorprende tutti trasferendo invece la superiora. E il comportamento nei confronti di Veronica all’improvviso cambia: per lei arriva il cibo e del sapone e un accappatoio morbido.
Veronica a questo punto decide di ricambiare le gentilezze offrendo il suo corpo al vescovo, ma lei ha altro in mente: la rimanda nella sua stanza, dove la donna trova una scatola con un regalo: un mantello e una maschera rosse e un biglietto che le spiega dove andare: per lei c’è l’iniziazione alla setta del pentacolo.
I Camerana hanno un’offerta ad Enea per comprare la vigna e il casale, e l’uomo accetta, nonostante la contrarierà della nipote. Intanto Ruggero chiede a Massimo di darsi da fare per comprare anche la tenuta Monforte, in modo da far uscire allo scoperto Livia.
Quest’ultima intanto è dalla figlia Elena, alla quale chiede aiuto per nascondersi. Ma le due donne vengono interrotte dall’arrivo di Ruggero, che deve comunicare alla ragazza di essere il nuovo proprietario della tenuta. Se la rivuole indietro, deve solo consegnargli sua madre. Elena ci pensa e decide di accontentarlo, ma quando raggiunge sua madre nella torre della tenuta tra le due c’è una colluttazione in cui ad avere la peggio è proprio Elena, che cade giù restando gravemente ferita.
Elena viene soccorsa e portata in ospedale, dove viene salvata. Ma forse non potrà più camminare. Tutti credono che lei si sia voluta togliere la vita per colpa di Camerana e Matteo va alla tenuta di quest’ultimo a distruggere le sue botti per vendicarsi.
Livia una notte riesce ad entrare in ospedale per scusarsi con sua figlia e le promette che si consegnerà alla giustizia, ma quando esce dalla clinica degli uomini incappucciati la rapiscono. Sono gli stessi uomini che poco dopo aggrediscono e rapiscono anche Edoardo, che era arrivato vicino alla verità sulla morte dell’uomo trovato nel cofano dell’auto, dopo aver rintracciato la donna della telefonata.
Maniero si stabilisce a Primaluce per la gioia di Marzia, mentre Tessa non ne è particolarmente felice. Quest’ultima intanto si avvicina sempre di più a Massimo, che la bacia.
A Pietrarossa intanto continuano ad accadere cose strane: Aurora è convinta che in casa ci sia qualcuno, lei è terrorizzata e così sembra anche Davide. Alessandro però non trova niente e nessuno e pensa che possa trattarsi di suggestione della compagna. Le stranezze del bambino preso in affido, però, convincono Alesandro e Aurora a parlare con la sua precedente famiglia affidataria. I due coniugi, però, descrivono Davide come un vero demonio e invitano Aurora a mandarlo via prima che sia tardi.
Una sera, Aurora segue Davide – che fai dei disegni inquietanti – fino alle cantine di Pietrarossa, dove si trova la camera che è stata per anni la tomba di sua madre. E lì per la prima volta il bambino parla, dicendo che una donna lo chiama: si tratta della madre di Aurora?

## Episodio 5

### Trama
Aurora non riesce più a distinguere cosa è reale e cosa no. La presenza di Davide incute terrore anche ad Alessandro. Sara e Matteo riescono a costituire un consorzio vinicolo in contrasto all'avido Ruggero Camerana. Edoardo scopre che anche la madre Livia è stata rapita dai suoi aguzzini, ma non conosce il motivo di tale sequestro. Riuscito a fuggire, raggiunge Isabella, alla quale racconta quanto accaduto. Mentre Tessa comincia una frequentazione con Massimo, Laura e Lorenzo vengono cacciati da borgo Camerana e Viola fa sesso con Filippo Sommariva. Il vescovo Carini si schiera dalla parte dei piccoli produttori in opposizione a Ruggero e Aurora è sconvolta da sempre più inquietanti presenze. Veronica raggiunge Elena in ospedale facendola entrare nella setta con l'intento di recuperare casa Monforte. Matteo raggiunge armato Ruggero con l'intento di ucciderlo, ma nello stesso momento un'altra pistola colpisce il potente Camerana, che cade a terra privo di sensi.

## Episodio 6

### Trama
Ruggero viene soccorso da Filippo Sommariva e Antonio arresta Matteo con l'accusa di tentato omicidio. A Borgo Camerana accorre Aurora che al capezzale del potente Camerana riesce per la prima volta a chiamarlo "papà". Anche Tessa è sconvolta dal tentato omicidio ma non riesce a incontrare Ruggero. Elena si trasferisce a La Rupe con Sara ed Enea e dopo aver deciso di rompere definitivamente con Antonio si prepara ad agire per conto del Pentacolo. Edoardo e Isabella riescono a mettersi in contatto con Clara, la ragazza che aveva adescato Aurora quando venne rapita e rinchiusa alla diga. Alessandro sta cercando in ogni modo di proteggere Aurora dalle inquietanti presenze che crede di percepire a Pietrarossa e inoltre i farmaci prescritti dal perfido Francesco Maniero le causano forti allucinazioni che la fanno giungere sull'orlo della pazzia. Ruggero scopre ben presto che a sparargli è stata Viola e in accordo con il vescovo Carini la lascia al convento. Ruggero propone a Tessa di sposarlo ricevendo un bel sí. Matteo viene rilasciato e dichiara tutto il suo amore verso Sara. Edoardo cade nella trappola di Maniero venendo arrestato con l'accusa di aver ucciso Clara, delitto in realtà commesso dallo psichiatra il quale, in combutta con Davide, sta ormai facendo credere a tutti che Aurora soffra di un'instabilità mentale.

## Episodio 7

### Trama
Aurora riconosce il cadavere di Clara e per gli inquirenti il suo omicida è Edoardo. L'uomo professa la sua innocenza davanti al fratello Alessandro e per dimostrargli il suo desiderio di redenzione gli confessa di aver partecipato nell'omicidio di Amedeo Torre e di aver ucciso Eva Taviani anni prima. A Primaluce si consuma uno scontro fratricida fra Marzia e Tessa a causa di quest'ultima, per via della sua decisione di sposare Ruggero. Quest'ultimo è un uomo nuovo che vuole cambiare vita. Maniero e il vescovo Carini, dopo aver assoldato l'ex giudice Giuseppe Ferentino, attirano Camerana in una trappola dove cercano di fargli assassinare la sua acerrima nemica: la consuocera Livia Monforte. Camerana giunge in chiesa visibilmente sconvolto e nonostante ciò sposa Tessa divenendo l'uomo più felice del mondo. Elena decide di riavvicinarsi ad Antonio che non è mai riuscita a dimenticare. Il professor Maniero e la setta del pentacolo terrorizzano Aurora, Eva e Alessandro a Pietrarossa con l'aiuto di Davide.

## Episodio 8

### Trama
Aurora sta cercando di dimostrare che qualcuno si è introdotto a Pietrarossa e l'ha aggredita, ma Mancini non riscontra segni di effrazione e cerca di convincere Alessandro delle incapacità mentali della Gori, accuse che Alessandro non accetta. Ferentino getta il cadavere di Livia Monforte, appena uccisa da Maniero, lungo la strada che va da Borgo Camerana al centro di Villalba e le pressioni di Veronica portano Elena ad accusare ingiustamente Ruggero, che incredulo è costretto a difendersi. L'uomo cerca di rigettare le accuse e deve fronteggiare i mille dubbi che assillano Tessa. Aurora, convinta di essere impazzita, si consegna a Maniero e nell'incredulità di Marzia chiede di essere fatta interdire. Alessandro aggredisce Maniero per salvare Aurora. Lo psichiatra usa le firme sottratte ad Aurora per disporre una donazione del 50% dei suoi beni a Davide. Il magistrato inchioda Ruggero che aiutato da Massimo è fuggito dandosi alla macchia. Le pressioni degli inquirenti hanno spinto Tessa a difendere il marito a spada tratta. Veronica vuole fare entrare Viola nella setta del Pentacolo, ma la ragazza fugge dal convento assieme a Filippo. Aurora e Alessandro scoprono che la madre di Davide è viva, ma appena arrivati a Pietrarossa Davide si è fatto trasferire.

## Episodio 9

### Trama
Aurora e Alessandro riescono a convincere Mancini che Maniero è un assassino anche se per provarlo servono prove concrete. Lo psichiatra nel frattempo è nell'occhio del ciclone: il vescovo Carini è insoddisfatto per la mancanza di risultati. La setta del pentacolo ambisce a ritrovare un quadro antico che nasconderebbe un misterioso segreto. Tessa scopre che Laura ha avuto un figlio da Matteo Monforte e che lo tiene nascosto a tutti per proteggerlo dalle chiacchiere della gente. Tessa la mette alle strette riuscendo a scoprire dove si nasconde Ruggero. Aurora e Alessandro riescono a far fuggire Davide da Veronica e si nascondono sulla casa vicino al lago, dove il ragazzino confessa tutte le colpe del Dottor Maniero. Lo psichiatra è adirato: non riesce a far rinchiudere Aurora in clinica. Edoardo riesce a evadere ma cade nelle mani del vescovo Carini. Ruggero è costretto a cambiare nascondiglio a causa dell'attentato che subisce per mano di Ferentino. Aurora lascia la casa sul lago e segue Maniero in un bosco, scoprendo che il dottore è coinvolto nei rituali delle donne del Pentacolo, in cui è coinvolta anche Veronica Torre. La donna viene scoperta dai pericosi componenti della setta e fugge, ma viene inseguita dal dottor Maniero con un coltello nel bosco. Riuscita a sfuggire al suo aguzzino, la Gori raggiunge Alessandro, il quale si accorge che qualcuno sta puntando una pistola verso di lei. Alessandro e Aurora vengono colpiti da un colpo di pistola, che perfora Aurora al petto e Alessandro all'altezza della scapola. I due, in fin di vita, si tengono per mano.

## Episodio 10

### Trama
Dopo tre giorni di agonia l'esito dell'agguato è noto a tutti: Aurora è morta e a sopravvivere è stato Alessandro. La comunità di Villalba è distrutta da tale scomparsa: Marzia e Tessa si tengono fra le braccia per consolarsi, Ruggero nonostante la latitanza si dispera per la morte della figlia e anche i Monforte non si danno pace. La scoperta devasta profondamente Edoardo che insieme ad Isabella fugge dal convento per scoprire chi ha ucciso l'unica donna che lui abbia mai amato. Alessandro, distrutto dal dolore e in lacrime, durante il funerale viene confortato dai fratelli Elena e Matteo e dall'amico Antonio non prima di puntare il dito contro l'odiato Maniero e suscita dubbi in Marzia che decide così di mettersi a indagare. Le sue scoperte sono intercettate dallo psichiatra. Solo l'intervento di Edoardo e Alessandro salva la vita a Marzia. Maniero, dopo una brutta colluttazione con Alessandro, muore impiccato ad un albero e tutti credono che si tratti di un suicidio. Ruggero dimostra la sua estraneità dalla morte di Livia e viene completamente riabilitato. L'uomo lascia Tessa per trasferirsi in Convento e ritrovare una pace perduta. Nel frattempo una giovane donna misteriosa si risveglia dal coma e si mette sulle tracce di qualcuno.

## Episodio 11

### Trama
Alessandro dà fuoco alle vigne della Rupe sotto gli occhi sconvolti del fratello Matteo, Enea e Sara. L'uomo non vuole fare più vino e il suo obiettivo ormai è scoprire il vero assassino della sua tanto amata Aurora. Marzia lascia Primaluce per trasferirsi a Firenze e Tessa vuole rimanere a borgo Camerana e convincere Ruggero a tornare a casa. Clarissa scopre che suo padre prima di essere assassinato da un sicario del Pentacolo ha fatto il nome di Aurora Gori. La giovane, il cui unico proposito è la vendetta, arriva a Villalba ed entra in contatto con Alessandro, che dopo un'iniziale diffidenza, si è messo a indagare con lei. I due scoprono che il Pentacolo è sulle tracce di un misterioso quadro ritraente alcuni strani riti satanici. Proprio il quadro dipinto da Boccanera è l'obiettivo del vescovo Carini e del critico d'arte Ranieri degli Innocenti, amante di Veronica. Quest'ultima obbliga Elena, la quale ha riavuto la tenuta Monforte, a trovare informazioni su un brigadiere che trent'anni prima entrò in possesso di un frammento di quadro donatogli dai nonni di Aurora. Il carabiniere in questione è Enea Marra. L'uomo viene minacciato di morte da Ranieri degli Innocenti. Tessa sta facendo di tutto per proteggere il patrimonio Camerana che lo stesso Ruggero vorrebbe donare al vescovo Carini. Lorenzo scopre il figlio di Laura e le dimostra tutto l'amore che prova per lei. Clarissa e Alessandro chiedono aiuto a Edoardo per rintracciare tutti i pezzi del quadro, di cui un frammento è tatuato sul corpo di Clarissa, e l'uomo scopre nei suoi offuscati ricordi di aver incontrato nei boschi una misteriosa dama rossa. Clarissa poi rivela a Edoardo e Alessandro la frase nascosta nel suo tatuaggio.

## Episodio 12

### Trama
Alessandro e Clarissa scoprono che i nonni di Aurora erano minacciati dal Pentacolo e che il padre di Clarissa stessa era il brigadiere che li salvò da un attentato assieme all'appuntato Enea Marra. Ossia colui che ora è un tranquillo agricoltore nelle campagne di Villalba e che viene minacciato dal Pentacolo per recuperare i frammenti del quadro. Tale frammento venne donato da Arianna Gori, nonna di Aurora, anni prima. L'ex appuntato dopo essere stato derubato del frammento viene ucciso da Ranieri, con Sara che si lascia prendere dal dolore per la morte dello zio e dapprima quella di Aurora. Tessa si lascia andare fra le braccia di Massimo, ormai delusa e amareggiata da Ruggero. Edoardo dopo aver intercettato la madre di Davide scopre che a capo del Pentacolo c'è il vescovo Carini e alle stesse conclusioni giungono sia Alessandro che Ruggero. I tre uomini, uniti in nome ed in ricordo di Aurora, incastrano il vescovo, che si è scoperto essere il padre biologico di Ranieri, avuto quand’era un umile prete, e dimostrando davanti a tutti che tutti gli omicidi sono riconducibili a lui. Il vescovo si uccide gettandosi dalla finestra del suo ufficio. Veronica fa sciogliere la setta del Pentacolo su suo ordine, con Ranieri che assiste. Lorenzo rivela a Matteo che Laura vuole scappare con suo figlio e quindi in un ultimo disperato tentativo di bloccarla il Monforte le dichiara guerra. Ranieri degli Innocenti e Veronica vogliono trovare il quadro e scoprire il segreto dei Gori, mentre Alessandro vuole scoprire chi ha ucciso Aurora e chi sono i membri del Pentacolo.

## Episodio 13

### Trama
Edoardo vuole restare a Villalba per scoprire chi ha materialmente assassinato Aurora. Antonio riesce a scoprire l'elenco di tutte le donne componenti dei riti satanici del Pentacolo, la scoperta più sorprendente è però il ritrovamento di Elena in mezzo a tutte le componenti della setta. Alessandro scopre come vennero divisi i tasselli del quadro: uno al padre di Clarissa, uno a Enea, uno a Boccanera, uno al padre della mamma di Davide e l'altro alla zia. Ruggero lascia il convento e dice alla Madre Badessa che Veronica è coinvolta negli intrighi di Carini. Tornato a casa, Camerana deve affrontare l'ostilità di Tessa che non gli perdona il suo abbandono e che l'ha tradito con il nipote Massimo. Veronica sfugge dalla Madre Badessa con l'aiuto del suo compagno Ranieri degli Innocenti, che però la rinchiude in una cella del suo castello perché conosce troppi segreti scomodi. Antonio affronta Elena e decide di non denunciarla; questa scelta lo porta ad un'inevitabile conseguenza: il congedo dall'arma, causa la sua sporca coscienza, e il troncare la relazione amorosa con la Monforte. Così il maresciallo si prepara a lasciare Villalba e anche Laura riesce a fuggire all'estero con suo figlio. A villa Camerana c'è stato un ricevimento che porta tra Ruggero e Alessandro una nuova amicizia nel ricordo di Aurora e nell’amore per la piccola Eva. Ranieri degli Innocenti porta Edoardo al suo castello rivelandogli di essere il figlio di Arianna Gori e quindi zio di Aurora. Edoardo scopre di aver da sempre organizzato il rapimento di Aurora per riuscire a trovare, attraverso il quadro, il tesoro dei Gori e in quanto legittimo marito appropriarsene. Scopre dunque anche di aver coinvolto sua madre Livia, il giudice Savio, Clara e altri alleati, morti tutti sotto la potenza del Pentacolo, e anche Isabella conferma i suoi ricordi che sconvolgono il Monforte, il quale per arrivare alla definitiva verità ha malmenato Franco, il socio del nightclub. Ruggero scopre che Tessa l'ha tradito con suo nipote e comincia a scontrarsi con Massimo, mentre lei è delusa da entrambi. Edoardo si unisce a Ranieri, consegnandogli il quarto tassello per trovare il tesoro dei Gori. Proprio lui stordisce e rapisce Clarissa, che era in moto, la quale ha tatuato il quinto e ultimo tassello sul ventre.

## Episodio 14

### Trama
Edoardo e Ranieri hanno rapito Clarissa per il suo tatuaggio. I due riescono a ricomporre l'indizio contenuto nel quadro di Boccanera, decifrando così, tramite le frasi nascoste, l'indovinello per raggiungere il tesoro dei Gori. Alessandro lo capisce subito e chiede aiuto a Ruggero, e insieme scoprono che Ranieri è il figlio del Vescovo e che è lui a capo di tutto. Ranieri ed Edoardo danno fuoco al palazzo lasciando lì Clarissa. Alessandro e Ruggero però stanno per arrivare e, mentre Ruggero salva Clarissa dalle fiamme, Alessandro libera Veronica, rinchiusa in una cella. L’ex-suora è in fin di vita per il fumo, mentre Clarissa è inerme. Isabella e Ranieri comprendono che il tesoro è in chiesa a Villalba e trovato lo scrigno contenente un imponente tesoro, il Monforte a tradimento uccide Ranieri appropriandosi di tutti i beni dei Gori. Matteo è disperato per la partenza di Laura e i fratelli Camerana non vogliono lasciare Villalba, con Lorenzo che convince Massimo ad allearsi con lui contro lo zio Ruggero. Quest'ultimo è in crisi nel rapporto con Tessa, che non vive più a Borgo Camerana e che è in procinto di ritrasferirsi, da sola, a Primaluce. Edoardo per togliersi dai sospetti dell'omicidio di Ranieri vuole sposare Isabella, ma le nozze si interrompono ancora prima di incominciare a causa di Alessandro: l'uomo, dopo essersi confrontato con Veronica, ha scoperto che Isabella è l'assassina di Aurora. Alessandro minacciando Edoardo e Isabella con una pistola spiega come possono essere andati i fatti riguardanti la tragica notte in cui lui e Aurora furono feriti e Isabella con le spalle al muro rivela unicamente di averlo fatto solo per amore di Edoardo. Quest'ultimo è sconcertato e confuso. I due vengono inseguiti poi da Alessandro e la donna durante la fuga confessa a Edoardo l'omicidio di Aurora, commesso per salvare proprio il Monforte: Aurora aveva trovato in casa di Maniero i documenti che provavano il coinvolgimento di Edoardo nel suo rapimento e voleva denunciarlo alla polizia. Edoardo allora riesce a ricostruire gli avvenimenti antecedenti alla perdita della sua memoria, compreso il suo legame con Ranieri, Carini, Savio e Maniero, e scopre anche che Isabella aveva causato in un impeto di rabbia e di gelosia, l’incidente che gli aveva procurato l'amnesia (poiché lui non riusciva ad uccidere la donna che aveva sempre tanto amato) e dunque dopo un ultimo dialogo tra i due, la uccide spingendola giù da una montagna dopo averle detto che non la ama e di aver sempre amato solo Aurora compiendo una sorta di vendetta per la ragazza. A Villalba sembra essere tornata la pace e durante una messa in onore di Aurora, Alessandro la ringrazia davanti a tutti provocando una forte commozione. Poco dopo alla Rupe, lo stesso Monforte rivela al fratello che immagina sia stato lui ad uccidere Isabella e che quest’ultima non si sia suicidata e decide di lasciarlo andare per il momento, consapevole che la libertà che si è costruito è fasulla e lo ha fatto a discapito di Aurora e di  Alessandro stesso. Edoardo se ne va in macchina e poco dopo incontra sul ciglio di una strada la ormai solitaria Veronica; offrendole un passaggio, le propone di vivere con lui a Villalba per ricominciare una nuova vita (fatta ovviamente di imbrogli, anche grazie all’immenso tesoro che possiede) e lei accetta. Clarissa decide di ritornare nell'armata e saluta calorosamente Alessandro. Infine, Alessandro, Tessa e Marzia, con la piccola Eva, aprono i cancelli di Primaluce e decidono di fare lì un vino in onore di Aurora.